# Gustaaf Molengraaff
Gustaaf Adolf Frederik Molengraaff (Nijmegen, 27 februari 1860 – Wassenaar, 26 maart 1942) was een Nederlandse geoloog, bioloog en ontdekkingsreiziger. Hij was een autoriteit op het gebied van de geologie van Zuid-Afrika en Nederlands-Indië. Gustaaf was een jongere broer van de jurist Willem Molengraaff.

## Biografie
Gustaaf Adolf Frederik Molengraaff werd geboren op 27 februari 1860 in Nijmegen als zoon van Gerard Johan Molengraaf en Wilhelmina Jacoba Theodora Abeleven. Hij doorliep in zijn geboorteplaats het gymnasium en begon in 1877 wiskunde en natuurkunde te studeren aan de universiteit te Leiden. hij studeerde af in de botanie en geologie. Vanaf 1882 studeerde hij aan de universiteit van Utrecht. Als student maakte hij zijn eerste grote reis toen hij deelnam aan de wetenschappelijke expeditie naar de Nederlandse Antillen (1884-1885) onder leiding van W.F.R. Suringar en K. Martin. Hij fungeerde voor een periode als drie maanden als hun assistent terwijl ze de benedenwindse eilanden onderzochten. Daarna vertrok Molengraaff naar de bovenwindse eilanden om zelfstandig de geologie van die eilanden te bestuderen. Na zijn terugkomst promoveerde hij op 11 november 1886 op een proefschrift over de geologie van Sint Eustatius. Diezelfde dag promoveerde hij ook in de plant- en dierkunde maar ditmaal op stellingen. Daarna studeerde hij nog een jaar kristallografie bij Karl von Zittel in München, waarbij hij deelnam aan expedities in de Alpen. Ook specialiseerde hij zich in de petrografie.
In 1888 werd Molengraaff privaatdocent aan de Gemeente Universiteit Amsterdam; voor dat moment nam de scheikundige J.H. van 't Hoff het onderwijs in geologie voor zijn rekening. In 1891 werd Molengraaff buitengewoon hoogleraar. Hij aanvaardde dit ambt met de rede Enige nieuwe Gezichtspunten omtrent de Leer van de Beweging der Aardschors. Tijdens deze rede stelde hij dat er een verband is tussen breuken, aardbevingen en vulkanisme. Met dit inzicht was hij de tijd ver vooruit: pas rond de jaren 1960-70 werd de theorie van platentektoniek door de meerderheid der geologen bewezen geacht. Dit stond haaks op de opvatting in de tijd waarin Molengraaff leefde dat de aardkorst zich vooral verticaal beweegt.
In 1891 werd het nieuwe scheikundig laboratorium van de Gemeente Universiteit Amsterdam ingericht, Molengraaff maakte een inrichtingsplan maar dit kon wegens bezuinigen slechts ten dele ten uitvoer worden gebracht. Hij kon dit moeilijk verkroppen omdat de laboratoria ronduit ongeschikt waren en studenten blootstelden aan gevaarlijke gassen. Een brief aan het college van burgemeester en wethouders mocht niet baten.

### Reizen naar Afrika en Indonesië
Zijn hoogleraarschap belette hem niet om in 1890 naar Zuid-Afrika te reizen om goudafzettingen en de diamantmijnen van Kimberley te bestuderen. Ook onderzocht hij de kolenmijn nabij Vereeniging en Boksburg. In 1897 kreeg Molengraaff een betrekking als staatsgeoloog in de republiek Transvaal aangeboden. Het hoogleraarschap in Amsterdam beviel hem niet omdat hij te weinig middelen en studenten ter beschikking had, dus de keuze was snel gemaakt. Zijn taak in Zuid-Afrika was de Geologische Dienst van Transvaal op te zetten. Daarnaast zag Molengraaff kans de geologie van Transvaal in kaart te brengen. Daarbij ontdekte hij het Bushveld complex. Hij werd in 1898 benoemd tot vicevoorzitter van de Geological Society of South Africa. Hij besteedde in die hoedanigheid veel aandacht aan de Dwykagroep. Hij overtuigde de Zuid-Afrikaanse geologen ervan dat het een morene afzetting betreft die ontstaan is toen Zuid-Afrika nog deel uitmaakte van Godwanan. In 1900 raakte hij echter betrokken bij de Boerenoorlog en moest hij naar Nederland terugkeren. Schalk Willem Burger maakte hem wel ereburger van de Transvaal. Tijdens de oorlog verrichtte hij werkzaamheden voor het Rode Kruis. In die hoedanigheid vond hij ook het identiteitsplaatje voor soldaten uit, dat later overal ter wereld gebruikt zou worden.
Ook nam hij deel aan de Nederlandse Borneo-expeditie van 1893-1894, waarbij hij grote delen van het nog onbekende binnenland in kaart bracht. Hij reisde onder andere de Kapoeas af naar het brongebied. Vervolgens reisde hij te voet verder naar het centrum van Borneo en doopte de bergen aldaar tot het Müllergebergte. Hij wilde een Oost-West doorsteek over het eiland maken maar dit werd wegens vijandigheden afgeraden. In plaats daarvan reisde hij naar het zuiden. Tijdens zijn reis zuidwaarts beklom hij als eerste Europeaan de Bukit Raja, de hoogste berg van Borneo. Ook noemde hij een van de gebergtes waardoor hij reisde het Schwanergebergte. De resultaten van de expeditie werden in 1900 gepubliceerd onder de titel Geologische Verkenningstochten in Centraal Borneo. Voor zijn bijdragen aan de expeditie ontving hij in 1897 de eremedaille van het Natuur- en Geneeskundig Congres en werd hij in 1901 benoemd tot Ridder in de Orde van de Nederlandse Leeuw.
Nadat hij in 1901 zijn gegevens over Transvaal had uitgewerkt, reisde hij naar Noord-Celebes, waar hij de geologie van een aantal goudvindplaatsen beschreef. Daarna keerde hij terug naar Zuid-Afrika, waar hij dankzij zijn reputatie als freelance geoloog kon werken. Hij werd o.a. door de centrale bank gevraagd de Cullinandiamant te beschrijven. In 1902 solliciteerde hij nog naar de functie van directeur bij de door hem opgezette geologische dienst maar hij kon deze positie niet krijgen omdat hiervoor de Britse nationaliteit vereist was. Voor een lagere functie bedankte hij. In plaats daarvan reisde hij naar Johannesburg om daar als geoloog aan de slag te gaan. In 1903 werd hij benoemd tot de president van de Geological Society.

### Hoogleraarschap Delft en de Timorexpeditie

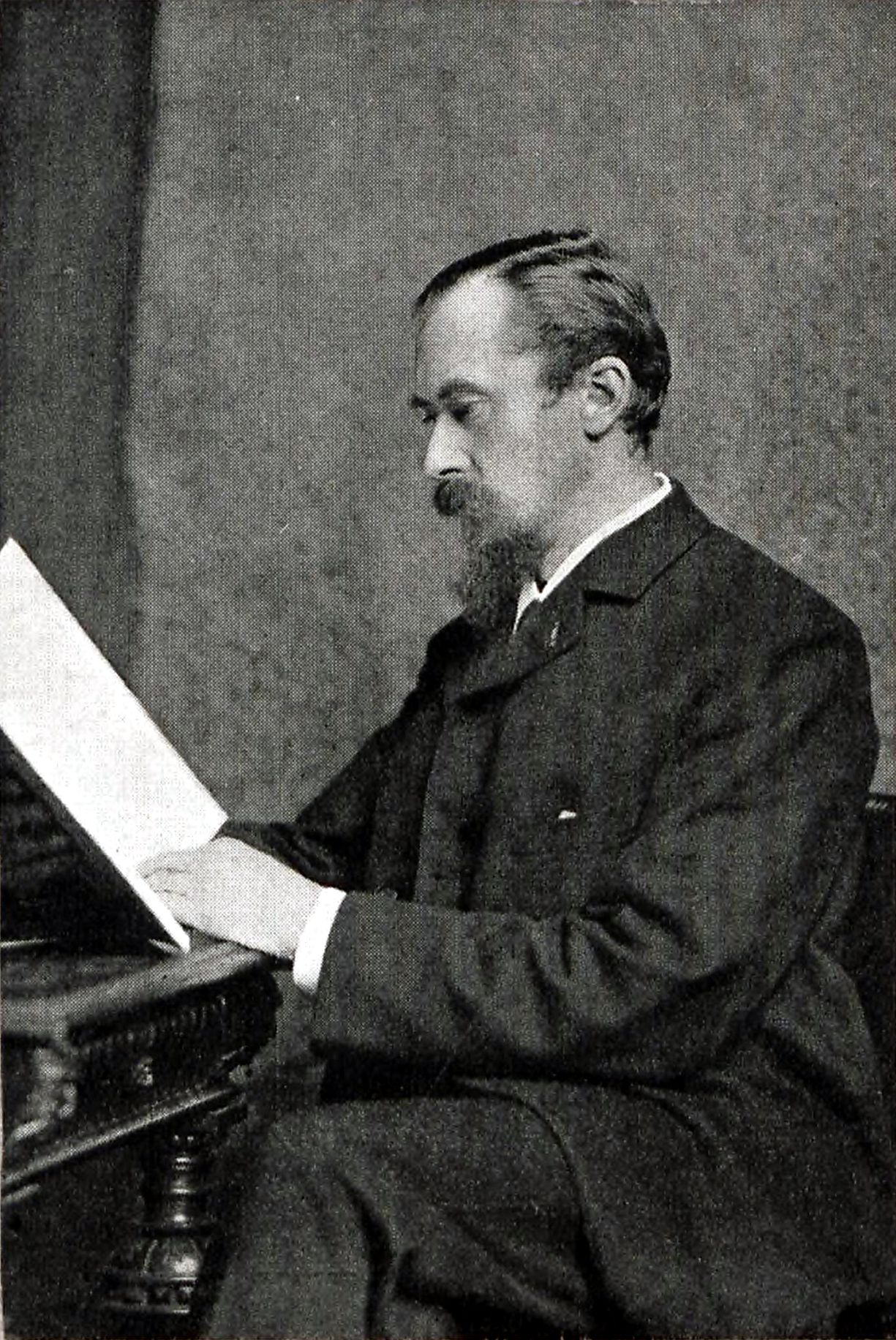
Prof. dr. G.A.F. Molengraaff, 1907

In 1906 werd hij weer hoogleraar, ditmaal aan de Technische Hoogeschool te Delft. Dit keer kreeg hij voldoende middelen ter beschikking. In 1910-1911 leidde hij een expeditie naar Timor. Hij deed daar onder andere onderzoek naar opgeheven koraalbanken. Deze banken kunnen de vorming van gebergte kan indiceren. Een ander onderwerp was sediment afgezet op land, maar afkomstig uit diepzeewater. Molengraaff was door zijn kennis van de geologie van de Soenda-eilanden een aanhanger van de hypothese van continentverschuiving van Alfred Wegener, wat in die tijd opmerkelijk was. Behalve aan het bestuderen van de gegevens van de expeditie naar Timor hield Molengraaff zich samen met W.A.J.M. van Waterschoot van der Gracht bezig met de geologie van Nederland. In 1927 nam Molengraaff als gids deel aan een Shaler Memorial Expedition naar de Transvaal, georganiseerd door Harvard University. In 1930 ging hij met emeritaat. Na zijn emeritaat bleef hij nog wel de wetenschap volgen.
Hij was voorzitter van de Mijnraad en hij was de eerste voorzitter van de geologische sectie van het Geologisch Mijnbouwkundig Genootschap voor Nederland en de Koloniën.
Molengraaff overleed op 26 maart 1942 in Wassenaar.
Uit zijn nalatenschap is een fonds opgezet dat studenten geologie steunt bij onafhankelijke projecten.

## Erkenning
- 1938: Draper Memorial medaille van de Geological Society of South Africa.
- 1938: Commandeur in de Orde van Oranje-Nassau.
- 1936: Wollaston Medal van de Geological Society.
- 1906: Lid van de Koninklijke Nederlandse Akademie van Wetenschappen.
- 1906: Erelid van de Mijnbouwkundige Vereeniging.
- 1901: Ridder in de Orde van de Nederlandse Leeuw.
- 1897: eremedaille van het Natuur- en Geneeskundig Congres.

## Publicaties (selectie)
- Een blik op den snellen opbloei der geologische wetenschap in de laatste 50 jaren (1930).
- De geologie der zeeën van Nederlandsch Oost-Indië (1921).
- Een onderzoek naar het ontstaan van koraaleilanden in den Nederlandsch-Oost-Indischen Archipel (1921).
- De geologische ligging der petroleumterreinen van Ned. Oost-Indië. (1920).
- De invloed van de geologische ligging der Nederlandsche koloniën in Oost-Indië op haar economische beteekenis. (1919).
- Laccolithe granitique du Boschveld (Transvaal) (1918).
- De vulkaan woerlali op het Eiland Dammer (1918).
- Geografische en geologische beschrijving van het eiland Letti (1915).
- Nederlandsche Timor-expeditie, 1910-1912 (1915, met anderen).
- Over mangaanknollen in mesozoïsche diepzeeafzettingen van Borneo, Timor en Rotti, hun beteekenis en hun wijze van ontstaan. (1915).
- Hoofdtrekken der geologie van Oost-Borneo naar aanleiding der reizen van prof. dr. A.W. Nieuwenhuis en anderen. (1914).
- De jongste bodembewegingen op het eiland Timor en hunne beteekenis voor de geologische geschiedeuis van den O.I. Archipel. (1912).
- The deposits of iron ore in the Transvaal (1910).
- Over oceanische diepzeeafzettingen van Centraal-Borneo (1909).
- Iets over de rivieren van het eiland Borneo in verband met zijn geologische gesteldheid (1909, datering onzeker).
- Programma van de geologische excursie naar de zwitschersche Jura en bet Alpengebied (1909).
- Rede uitgesproken te Delft op 8 Januari 1909 bij gelegenheid der openbare promotie van Dr. R.D.M. Verbeek m.i. tot doctor in technische wetenschappen honoris causa (1909, oratie hoogleraarschap Delft).
- Geologisch onderwijs aan mijnbouwkundigen (1906).
- Geology of the Transvaal (1904, met J.H. Ronaldson).
- Ueber die Geologie der Umgegend von Sumalatta auf Nord-Celebes und über die dort vorkommenden goldführenden Erzgänge (1902).
- Geologische verkenningstochten in Centraal-Borneo 1893-94 (1900).
- Geologische Aufnahme der Süd-Afrikanischen Republik: Jahresbericht über das Jahr 1898 (1900).
- Eenige nieuwe gezichtspunten omtrent de leer van de bewegingen der aardschors (1891).
- Schets van de bodemgesteldheid van Zuid-Afrik. Republiek in verband met die van Z. Afrika (1890).
- De geologie van het eiland St. Eustatius: eene bijdrage tot de kennis der Nederlandsche koloniën (1886, proefschrift).